# Daniel Brinkmann
Daniel Brinkmann (Horn-Bad Meinberg, Alemania, 29 de enero de 1986) es un futbolista alemán. Juega de centrocampista y su equipo actual es el Arminia Bielefeld de la 2. Bundesliga de Alemania.

## Selección nacional
En el año 2007 fue convocado para vestir durante un partido la camiseta de la selección nacional de Alemania sub-21.

## Clubes
| Club              | País     | Año           |
| ----------------- | -------- | ------------- |
| SC Paderborn 07   | Alemania | 2002-2007     |
| Alemannia Aachen  | Alemania | 2007-2009     |
| F. C. Augsburgo   | Alemania | 2009-2012     |
| Energie Cottbus   | Alemania | 2012-2014     |
| Arminia Bielefeld | Alemania | 2014-Presente |